# Coca Cola Kid
Coca Cola Kid (The Coca-Cola Kid) è un film australiano del 1985 diretto da Dušan Makavejev. È stato presentato in concorso al Festival di Cannes 1985.

## Trama
Becker è un ex marine, ora abile esperto di marketing della Coca-Cola. L'azienda lo manda in Australia per migliorare le vendite del suo prodotto principale. Qui Becker scopre che in un luogo remoto del continente un anziano imprenditore di nome T. George McDowell domina il mercato con una bibita di sua invenzione. Il manager tenta di chiudere un accordo per una collaborazione fra la Coca-Cola e lo stabilimento di George, e nel frattempo si invaghisce di Terry, la segretaria che lo segue durante il viaggio. La donna è figlia di George ed è una madre single. La relazione complica sia gli affari che la vita privata di Becker.